# 163 (szám)
A 163 (százhatvanhárom) a 162 és 164 között található természetes szám.
A 163 erős prímszám, mert nagyobb a két szomszédos prímszám számtani közepénél.
Szigorúan nem palindrom szám.

## A szám a kultúrában
A romlás virágai (Les Fleurs du mal) legteljesebb kiadása 163 verset tartalmaz.